# 拉赫蒙·纳比耶夫
拉赫蒙·纳比耶维奇·纳比耶夫（1930年10月5日—1993年4月11日），塔吉克人，苏联党和国家领导人，塔吉克斯坦政治家。1973年—1982年，担任塔吉克苏维埃社会主义共和国部长会议主席；1982年—1985年，担任塔吉克共产党第一书记；1991年—1992年，任塔吉克斯坦总统。

## 生平
- 1930年10月5日，出生于塔吉克苏维埃社会主义共和国列宁纳巴德州胡占德区谢赫布尔罕村的塔吉克族农民家庭。
- 1946年，高中毕业，开始在集体农庄担任会计。
- 1946年-1949年，在列宁纳巴德农学院学习。
- 1949年-1954年，塔什干灌溉和农业机械研究院学习。
- 1954年-1956年，伊斯菲萨尔村拖拉机站工程师。
- 1956年-1959年，胡占德区农机站总工程师。
- 1950年-1960年，胡占德区农机站主任，塔吉克苏维埃社会主义共和国农业部农机协会副主席。
- 1960年，加入苏联共产党，在塔吉克斯坦共产党中央机关工作。60年代中期，苏共中央中亚局巡视员。
- 1971年6月-1973年7月，塔吉克苏维埃社会主义共和国农业部长。
- 1973年7月-1981年12月，塔吉克苏维埃社会主义共和国外交部长。
- 1973年7月-1982年4月，塔吉克苏维埃社会主义共和国部长会议主席。
- 1982年4月-1985年12月，塔共中央第一书记。后因酗酒，腐败问题而免职。[1]
- 1986年-1991年，塔吉克苏维埃社会主义共和国自然保护协会主席。
- 1991年9月—12月，塔吉克斯坦最高议会主席。1991年8月31日，担任塔吉克斯坦第一任总统。但在同年10月6日，他迫于压力下台。1991年11月24日，塔吉克斯坦举行第一次总统选举。塔吉克斯坦共和国最高议会的多数代表提名拉赫蒙·纳比耶夫为执政的塔吉克斯坦共产党的总统候选人。纳比耶夫主张保持塔吉克斯坦为具有发达工业和农业部门的新共产主义世俗国家，在外交政策上与前苏联国家保持优先关系。他的主要竞争对手是著名电影制片人和持不同政见者达夫拉塔纳扎尔·库多纳扎罗夫（英语：Davlat Khudonazarov），他由反对派塔吉克斯坦民主党（英语：Democratic Party of Tajikistan）提名，并得到其他反对派政党的支持。他主张建立自由主义，外交政策主要侧重于西方国家和伊斯兰世界。纳比耶夫根据官方数据获得58.52％的选票，当选塔吉克斯坦共和国总统。而达夫拉特纳扎尔·库多纳扎罗夫赢得了30.10％的选票，位居第二。纳比耶夫赢得了两个人口最稠密的州-列宁纳巴德和库利亚布。反对派在戈尔诺-巴达赫尚自治州和共和国直辖区表示了广泛支持。共产党得到了平原地区的支持，而反对派则得到了高原地区的支持。反对派不承认选举结果，指责当局伪造选举结果。拉赫蒙·纳比耶夫于12月2日根据塔吉克苏维埃社会主义共和国《1978年宪法》宣誓就职，因为独立的塔吉克斯坦还没有制定的新宪法。
- 1991年12月21日，纳比耶夫与一些前苏联国家的领导人签署了关于建立独立国家联合体的《阿拉木图宣言》。1992年3月2日，塔吉克斯坦加入联合国。5月15日，纳比耶夫在塔什干签署了《集体安全条约》。在纳比耶夫的坚持下，尽管反对派要求立即关闭俄军第201军机械化步兵师基地，但该基地还是留在了塔吉克斯坦。纳比耶夫的亲俄罗斯和亲乌兹别克立场，以及他对世俗化的坚持，得到了俄罗斯，乌兹别克斯坦和哈萨克斯坦的支持。
- 有关选举的争议导致反对派举行街头示威，最终在1992年3月演变为塔吉克内战。5月11日，在反对派的压力下，纳比耶夫同意成立一个有反对派成员参与的联合政府。8月份，局势急剧恶化。在杜尚别，反对派发动了数千次示威游行，抗议者与警察和军方发生冲突，抗议者包围了杜尚别的总统府。克格勃向纳比耶夫发出警告，称反对派已宣布通缉他，他匆忙逃往俄军基地避难。9月7日，纳比耶夫试图从杜尚别机场飞往胡占德。但在机场，他的车队被一群抗议者拦下。坦克和装甲车抵达机场，但他们几乎无法击退示威者并保护总统。当天，在反对派以的压力下，纳比耶夫签署了总统辞职信，条件是保证他和家人的人身安全。另一名共产主义者伊斯坎达罗夫成为代理总统。纳比耶夫辞职的消息得到了抗议者的欢迎。反对派开始了与政府的斗争的新阶段。纳比耶夫宣布从政界退休，并飞往胡占德。在那里他与家人定居在他的房屋中，一段时间内受到军方和警察的监视。
- 1993年4月11日于胡占德逝世，享年62岁。[2]。纳比耶夫的遗孀、前第一夫人玛丽亚·纳比耶娃于2017年12月去世[3]

纳比耶夫是苏共25-26大代表，第25-26届中央审计委员，第9-11届苏联最高苏维埃联盟院代表，第8-11届塔吉克苏维埃社会主义共和国最高苏维埃代表，塔吉克苏维埃社会主义共和国人民代表。

## 荣誉
- 列宁勋章
- 十月革命勋章
- 三次劳动红旗勋章

## 纪念
塔吉克斯坦各地都以他的名字命名了街道，学校和一些国家机构。

## 爱好
纳比耶夫热爱足球，是杜尚别的帕米尔俱乐部的粉丝。除了塔吉克语外，他还精通俄语和乌兹别克语，懂一点波斯语和达里语，对波斯语、塔吉克语的诗歌和文学情有独钟，并且对俄罗斯文学也很了解。他喜欢喝酒，经常因醉酒而失态，热爱聚会活动。